# 青木順子 (ノルウェー語)
青木 順子（あおき じゅんこ、1968年 - ）は、日本のノルウェー語講師。

## 略歴
- 1995年～1996年 - ノルウェー国立ヴォルダカレッジ留学[1]。
- 1999年～2000年 - ノルウェー国立オスロ大学留学（ノルウェー政府奨学生）[1]。
- 2000年 - 帰国後、ノルウェー企業の日本支社に勤務。コミュニティー・サイト「ノルウェー夢ネット」を開設[1]。
- 2006年 - 「ノルウェー夢ネット」主催による「ノルウェーについて学ぶサロン」で講師を務める。
- 2006年12月19日、ノルウェー大使館で行われたアニメ『ピンチクリフ・グランプリ』の特別試写会に、特別ゲストとして招かれた[2]。
- 2007年 - 「ノルウェー語レッスン&ホームサロン」を開講。通訳、執筆を行っている。
- 2011年5月11日、ノルウェー大使館でのノルウェー語入門講座講師を務める[1]。
- 2012年5月4日、同年公開された映画『孤島の王』トークショーに招かれた[3]。

## 著書
- 『わたしのノルウェー留学』（ビネバル出版） 2001.7　ISBN 978-4434012037
- 『語学王 ノルウェー語』（三修社） 2003.8　ISBN 978-4384050103
- 『ゼロから話せるノルウェー語』（三修社） 2006.10　ISBN 978-4384054552
- 『ノルウェー語のしくみ』（白水社） 2007.2　ISBN 978-4560067758
- 『ニューエクスプレス ノルウェー語』（白水社） 2009.3　ISBN 978-4560067994

## 翻訳
- 『パパと怒り鬼』（グロー・ダーレ (Gro Dahle) 、スヴァイン・ニーフース (Svein Nyhus) イラスト、大島かおり共訳）

## 映画
- 「パパ、ママをぶたないで!」（アニータ・キリ（no:Anita Killi）監督・製作） 2009 - ノルウェー語監修[4]
- 「ヤッターマン」（「実写映画　ヤッターマン」製作委員会製作） 2009 - ノルウェー語指導[5]